# Кастелацо (Торино)
Кастелацо (итал. Castellazzo) је насеље у Италији у округу Торино, региону Пијемонт.
Према процени из 2011. у насељу је живело 82 становника. Насеље се налази на надморској висини од 233 м.